# MYF6
MYF6 (англ. Myogenic factor 6) – білок, який кодується однойменним геном, розташованим у людей на короткому плечі 12-ї хромосоми. Довжина поліпептидного ланцюга білка становить 242 амінокислот, а молекулярна маса — 26 953.
| 10         |  | 20         |  | 30         |  | 40         |  | 50         |
| ---------- |  | ---------- |  | ---------- |  | ---------- |  | ---------- |
| MMMDLFETGS |  | YFFYLDGENV |  | TLQPLEVAEG |  | SPLYPGSDGT |  | LSPCQDQMPP |
| EAGSDSSGEE |  | HVLAPPGLQP |  | PHCPGQCLIW |  | ACKTCKRKSA |  | PTDRRKAATL |
| RERRRLKKIN |  | EAFEALKRRT |  | VANPNQRLPK |  | VEILRSAISY |  | IERLQDLLHR |
| LDQQEKMQEL |  | GVDPFSYRPK |  | QENLEGADFL |  | RTCSSQWPSV |  | SDHSRGLVIT |
| AKEGGASIDS |  | SASSSLRCLS |  | SIVDSISSEE |  | RKLPCVEEVV |  | EK         |

A: Аланін

C: Цистеїн

D: Аспарагінова кислота

E: Глутамінова кислота

F: Фенілаланін

G: Гліцин

H: Гістидин

I: Ізолейцин

K: Лізин

L: Лейцин

M: Метіонін

N: Аспарагін

P: Пролін

Q: Глутамін

R: Аргінін

S: Серин

T: Треонін

V: Валін

W: Триптофан

Кодований геном білок за функцією належить до білків розвитку. 
Задіяний у таких біологічних процесах, як диференціація клітин, міогенез. 
Білок має сайт для зв'язування з ДНК. 
Локалізований у ядрі.